# Храм Сунца у Конарку
Храм Сунца у Конарку (хиндски језик:कोणार्क सूर्य मंदिर) је хиндуистички индијски храм који је изградио краљ из династије Ганга, Нарасимхадева I (1238—1250.) у месту Конарку, 65 км од града Бубанесвара у индијској држави Ориса. Познат и као Црна пагода, јер је изграђен од оксидираног старог пешчара који на излезећем сунцу постане сјајан, посвећен је богу сунца, Сурји, због чега има облик његове кочије за шест коња. Као један од најпознатијих храмова у Индији, уписан је на УНЕСКО-в Списак места Светске баштине у Азији и Аустралазији 1984. године.
Храма Сунца је био замишљен као дивовска кочија Бога Сунца, Сурја, с дванаест пари изврсно украшених точкова. Величанствено замишљен, овај храм је заправо један од најузвишенијих споменика у Индији, познат колико по својим димензијама и беспрекорним пропорцијама, тако и по складној интеграцији архитектонске величанствености с пластичним украсима. Његов фини чипкасти украси и извијени облици, као и лепо и природно исклесани животињски и људски ликови, чине га сјајнијим од осталих храмова у Ориси.
Храм има размер 261 x 160 м и поравњан је по путањи сунца преко неба, у смеру исток-запад. Налази се у природном окружењу које обилује плантажама дрвећа које расту на песковитим тлу. Околина је увелико нетакнута, а блага таласаста топографија око Храма Сунца се донекле понавља у његовом облику. Храм припада Калинга школи индијске архитектуре храмова с карактеристичним кривим торњевима који уоквирују куполу средишњег светишта с четири стране. У облику, храм не одступа од других сикхара храмова у Ориси. Главно светиште (Мантапа), високо око 60 метара, с раскошним спољашњим украсима је изграђено кад и Велика дворана (висока 30 м) која је сачувана у целости. Врх главног светишта у којему се налазило скулптура главног божанства је отпало, а Дворана за плес (Ната Мандир) и дворана за обед (Богу-Мандап) су оштећени хировима времена.
Камење на Храму Сунца у Конарку нису спојени опеком или цементом, већ су их толико уравњали да су спојени само капима природне гуме.
Храм сунца у Конарку је такође и место ануалног фестивала плеса, који се одржава сваког децембра, а који је посвећен класичним облицима индијског плеса, укључујући и традиционални плес Ориси.
У Ориси се налази и други Храм сунца, Биранчи Нараyан, у Бугуди (покрајина Гањам).
- Мантапа ноћу
- Точкови храма
- Раскошни точак
- Нат Мандир
- Скулптура Сурја у једној ниши